# Quattro Pro
Quattro Pro – arkusz kalkulacyjny rozwijany obecnie przez firmę Corel. Nazwa, oznaczająca w języku włoskim „cztery”, jest żartobliwym nawiązaniem do konkurencyjnego arkusza Lotus 1-2-3. Również kodowa nazwa rozwijanej wersji 1.0, Buddha, nawiązywała do nazwy Lotus. W 1990 roku nazwa została zmieniona z Quattro na Quattro Pro.
Twórcą arkusza w 1988 roku, jeszcze w okresie panowania znakowego środowiska DOS,  była firma Borland, która następnie sprzedała program firmie WordPerfect Corporation, budującej pakiet biurowy. Razem z WP Corp. program został przejęty w 1994 roku przez Novella, a w 1996 roku odkupiony przez Corela.
Trzema wyróżniającymi cechami Quattro Pro są:
- bardzo silne funkcje analityczne, przewyższające nawet narzędzia arkusza Microsoft Excel
- zaawansowana grafika
- możliwość tworzenia bardzo dużych arkuszy, mających 1 milion rzędów i 18276 kolumn

Program jest integralną częścią pakietu biurowego WordPerfect Office.